# Библия Бесика
Библия Бесика (на латински: Biblia Bessica, в превод Беска Библия) е предполагаем превод на Библията на езика на тракийското племе беси, споменат от антични автори.
В науката преобладава мнението, че подобен превод наистина е съществувал, и че под бески език, трябва да се разбира изобщо тракийският език.

## Авторство
Предполагаемият превод на Библията е на епископ Никита Ремесиански, но за това съществуват спорове, поради факта, че неговата дейност е спомената само в част от поема, писана от свети Павлин Нолански около 400 година и посветена на епископа на Ремесиана, в която пише:
| „ | Νam simul terris animisque duri et sua Bessi nive duriores nunc oves facti duce te gregantur pacis in aulam. Нали бесите, ако земята и душата им са корави, ако и те самите са по-корави от тамошния сняг, са станали сега по твое напътствие кротки овце, които се трупат в кошарата на мира. | “ |

В историческата наука няма консенсус дали Никита е превел Библията на езика на бесите, или само е проповядвал сред тях на техния език.